# Districte de Prizren (Sèrbia)
El Districte de Prizren (en serbi: Призренски округ/Prizrenski okrug, en albanès: Distrikti i Prizrenit) fou un districte de la província sèrbia de Kosovo i Metohija entre 1990 i 1999. Estava situat al sud de la província i, segons el cens de 2002, tenia 376.085 habitants. La seva capital era Prizren. El govern de Sèrbia considera que aquest districte encara existeix de iure, encara que el mateix govern va acceptar l'administració civil de Kosovo de les Nacions Unides l'any 1999, al final de la guerra de Kosovo.
Avui en dia, el territori que comprenia el districte serbi correspon al Districte de Prizren de l'autoproclamada República de Kosovo.

## Municipis
Els municipis que formaven el districte són:
- Suva Reka
- Orahovac
- Prizren
- Gora
- Opolje